# Museo Nacional de Historia y Cultura Afroamericana

El Museo Nacional de Historia y Cultura Afroamericana es, en Estados Unidos, uno de los museos estatales del Instituto Smithsoniano. Está situado en el National Mall de Washington D. C., la capital del país.

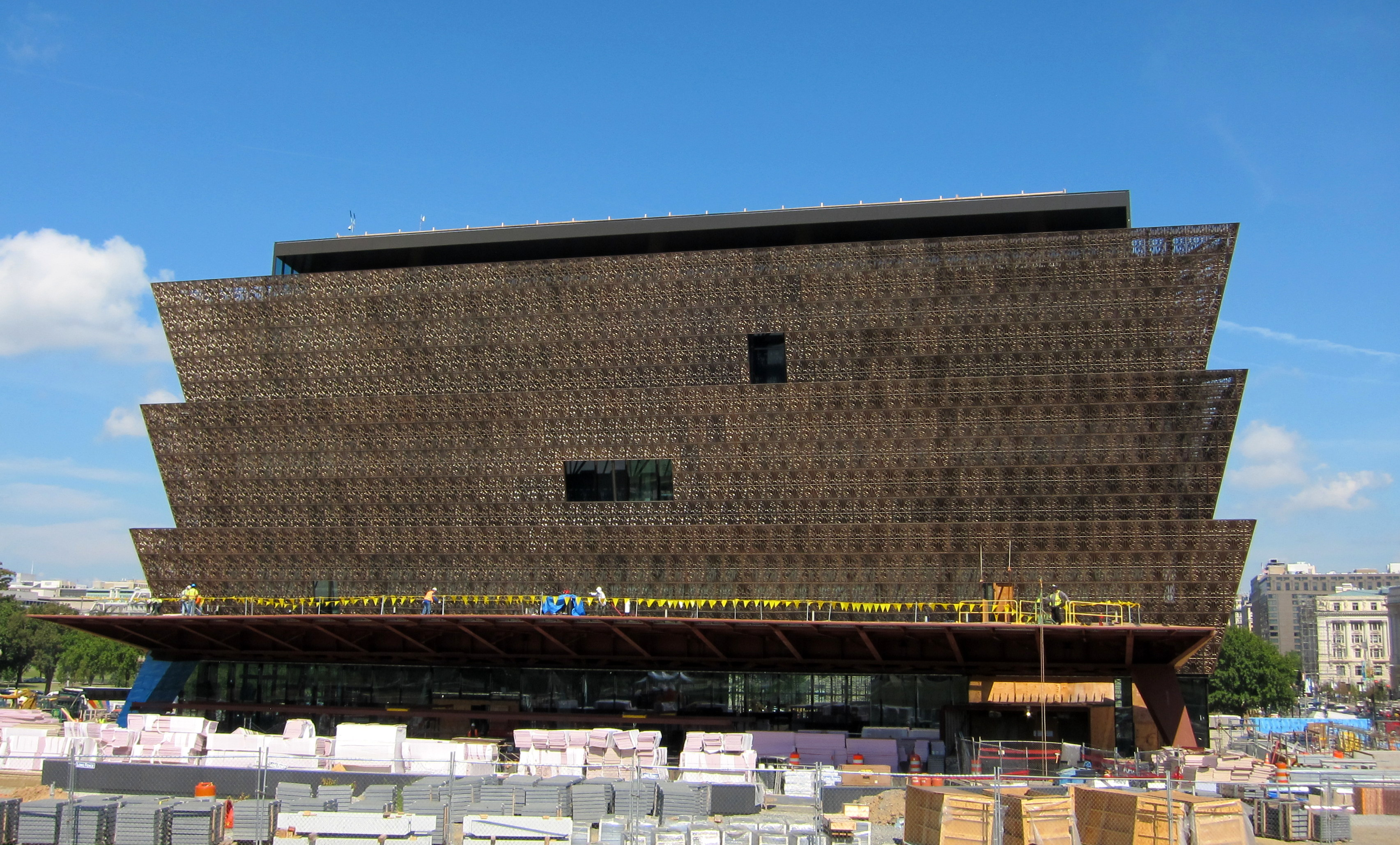
Las obras de construcción del museo, en septiembre de 2015.

La mesa de consejeros del Instituto Smithsoniano decidió construir este centro cultural en la esquina sudeste del cruce de la Avenida de la Constitución con la 14.ª calle, en el barrio noroeste, al lado del Museo Nacional de Historia Estadounidense.
El museo se fundó el 19 de diciembre de 2003, gracias a una ley federal. Fue inaugurado en el año 2016 por el presidente Barack Obama. Lonnie Bunch es el director del museo desde julio de 2005.

## Colección de arte
El museo cuenta con más de 4000 objetos del periodo comprendido entre la esclavitud y el momento actual.